# Modèle des pays exportateurs
Pour les articles homonymes, voir ELM.

Ce graphique montre que lorsqu'une ressource produite localement voit sa production décliner et, qu'en même temps, la consommation intérieure de cette ressource est croissante, alors les exportations de cette ressource baissent plus rapidement ce que l'on pourrait attendre au premier abord. (Le zéro n'est pas en bas du graphique.)

Le modèle des pays exportateurs (en anglais, Export Land Model ou ELM) fait référence aux travaux réalisés par le géologue américain Jeffrey Brown sur la base de travaux plus anciens, et largement discutés sur le site Web The Oil Drum. Ce modèle décrit le déclin des exportations de pétrole lorsqu'un pays producteur de pétrole est confronté à la fois à un pic de sa production de pétrole et à une augmentation de sa consommation intérieure de pétrole. Dans une telle situation, les exportations de pétrole baissent à un rythme bien supérieur à celui de la seule production de pétrole.
Le modèle des pays exportateurs est un modèle important pour les pays importateurs de pétrole et leurs habitants, car ils ne consomment que la fraction exportée du pétrole produit ; et à partir du moment où le rythme de production mondiale de pétrole va plafonner puis se mettre à baisser (peak oil), la quantité de pétrole exportée dans le monde, c'est-à-dire la quantité disponible sur le marché mondial et que les pays importateurs sont en mesure d'acheter, déclinera bien plus rapidement que la quantité totale produite.
Ce modèle indique donc que si l'on vit dans un pays largement importateur de pétrole (par exemple la France, qui importe 99 % du pétrole qu'elle consomme), ce sont les exportations  mondiales de pétrole dont il faut suivre les évolutions, plutôt que la production mondiale de pétrole, car les exportations mondiales déclineront beaucoup plus rapidement une fois le pic de production pétrolière mondiale franchi.

## Théorie
Lorsque les exportations mondiales de pétrole atteignent (ou dépassent) un pic global, le prix du pétrole exporté se met à augmenter, ce qui stimule ensemble la croissance économique intérieure et la consommation intérieure de pétrole dans les pays exportateurs ; ceci crée un processus de rétroaction positive entre les exportations en déclin et les prix plus élevés. Cependant, en fin de compte, le niveau de déclin des exportations surpasse la hausse du prix du pétrole, ce qui ralentit la croissance économique intérieure, et le pays exportateur peut finir par devenir importateur net.
Il est très improbable qu'un pays exportateur restreigne sa consommation intérieure pour venir en aide aux pays importateurs. En fait, de nombreux pays exportateurs de pétrole subventionnent leur consommation intérieure en fixant des niveaux de prix inférieurs à ceux des marchés mondiaux.

## Cas d'école
Prenons un pays producteur de pétrole hypothétique (que le modèle appelle un pays exportateur) qui produit 2 millions de barils par jour (320 000 m3/j), consomme 1 million de barils par jour (160 000 m3/j) et exporte 1 million de barils par jour (160 000 m3/j) vers les pays consommateurs de pétrole à travers le monde. Le modèle s'applique alors comme suit (ainsi que le montre le graphique ci-dessus) :
Si on suppose qu'une fois que le pays exportateur a atteint le point de pic de production pétrolière, sa production baisse de 25 % en cinq ans ; et que, sur la même période de cinq ans, la consommation du pays exportateur augmente de 20 % pour atteindre 1,2 million de barils par jour ; alors les exportations nettes du pays exportateur vont tomber de 1 million de barils par jour à 0,3 million de barils par jour dans les cinq ans qui suivent son pic de production pétrolière, soit une baisse de 70 % qui résulte de la combinaison de deux facteurs : la hausse de la consommation intérieure du pays exportateur et la baisse de 25 % de sa production. De manière contre-intuitive, le pourcentage de baisse des exportations se retrouve être considérablement supérieur à la somme du pourcentage de hausse de la consommation intérieure et du pourcentage de baisse de la production.

## Exemples issus du monde réel
| Évolution sur 5 ans de la production et de la consommation de 11 pays exportateurs,. (milliers de barils par jour) | Évolution sur 5 ans de la production et de la consommation de 11 pays exportateurs,. (milliers de barils par jour) | Évolution sur 5 ans de la production et de la consommation de 11 pays exportateurs,. (milliers de barils par jour) | Évolution sur 5 ans de la production et de la consommation de 11 pays exportateurs,. (milliers de barils par jour) | Évolution sur 5 ans de la production et de la consommation de 11 pays exportateurs,. (milliers de barils par jour) | Évolution sur 5 ans de la production et de la consommation de 11 pays exportateurs,. (milliers de barils par jour) | Évolution sur 5 ans de la production et de la consommation de 11 pays exportateurs,. (milliers de barils par jour) |
| Pays | Production | Production | Consommation | Consommation | Exportations nettes                                                                                                | Exportations nettes                                                                                                |
| --- | --- | --- | --- | --- | --- | --- |
| | 2002 | 2007 | 2002 | 2007 | 2002 | 2007 |
| Argentine | 806 | 698 | 364 | 492 | 442 | 206 |
| Bahreïn | 49 | 48 | 23 | 35 | 25 | 14 |
| Colombie | 601 | 561 | 222 | 228 | 379 | 333 |
| Égypte | 751 | 710 | 534 | 651 | 217 | 59 |
| Indonésie | 1 289 | 969 | 1 137 | 1 157 | 152 | -188 |
| Malaisie | 757 | 755 | 489 | 514 | 268 | 241 |
| Syrie | 548 | 394 | 256 | 262 | 292 | 132 |
| Turkménistan | 192 | 180 | 78 | 117 | 114 | 62 |
| Viêt Nam | 339 | 350 | 192 | 294 | 146 | 56 |
| Yémen | 438 | 360 | 112 | 143 | 326 | 217 |

Plusieurs pays réels dans le monde montrent les caractéristiques du modèle des pays exportateurs tel que décrit précédemment. Les quatre pays montrés ci-dessus connaissent à la fois une consommation intérieure en hausse et une production en déclin. L’Indonésie est déjà devenue importatrice nette de pétrole, alors que l’Égypte est sur le point de le devenir. La Malaisie et le Mexique rassemblent eux aussi toutes les caractéristiques que l'on retrouve dans le modèle des pays exportateurs.
Dans les 5 prochaines années, le Mexique (second plus important exportateur de pétrole vers les États-Unis) pourrait devenir importateur net. Parmi les autres pays qui pourraient bientôt entrer dans cette même catégorie, on trouve l'Iran, l'Algérie et la Malaisie.
Un rapport récent de CIBC World Markets suggère que 40 % de la hausse de production saoudienne attendue pourrait être consommée par la demande intérieure croissante en 2010, et que pour les mêmes raisons, les exportations iraniennes pourraient diminuer de plus de 50 % d'ici-là. Ce rapport indique que des pressions de marché similaires pourraient réduire les exportations nettes de pétrole à l'échelle du monde de 2,5 millions de barils par jour (400 000 m3/j, soit environ 3 %).
Il existe des pays qui atteignent leur pic de production pétrolière et qui ne suivent pas le modèle des pays exportateurs. Par exemple, Le Royaume-Uni a commencé à importer du pétrole en 2006 du fait du déclin de sa production, après plusieurs décennies exportatrices. Mais comme la consommation intérieure au Royaume-Uni est restée en gros constante ces 20 dernières années, le rythme de hausse de leurs importations a grosso modo suivi le rythme de baisse de leur production. De la même manière, les exportations norvégiennes ont commencé à baisser en 2001, mais au même rythme que leur production, car leur consommation intérieure n'a pas crû. Contrairement à de nombreux exportateurs, ces deux pays ne subventionnent pas la consommation intérieure de pétrole, et leurs prix de carburants sont plutôt plus élevés que ceux que l'on trouve dans la plupart des autres pays du monde, ce qui explique pourquoi l'une des hypothèses du modèle des pays exportateurs (la consommation intérieure n'est pas affectée par les variations des prix sur les marchés mondiaux) ne s'applique pas à ces deux pays.